# Jabbar Garyagdioglu
Jabbar Garyagdioglu o Garyaghdyoglu (in azero Cabbar Qaryağdıoğlu (Şuşa, 31 marzo 1861 – Baku, 20 aprile 1944) è stato un cantante azero di musica popolare (khananda).
Egli è noto come il primo khananda ad aver interpretato mugham in lingua azera. Cantò principalmente in azero e persiano. Era ampiamente conosciuto sia come khananda che come compositore ed eseguiva sia canzoni popolari che sue composizioni. Fu autore di nuovi testi tasnif. La sua canzone "Baku" godette di grande popolarità negli anni 1930 e 1940. 
Jabbar Karjagdyoglu era conosciuto anche al di fuori del Caucaso. La sua arte venne ammirata da Üzeyir Hacıbəyov, Fëdor Ivanovič Šaljapin, Sergej Aleksandrovič Esenin, Bulbul e Reinhold Moritzevič Glière. Nel periodo 1906-1912 la sua voce venne registrata da diverse case discografiche a Kiev, Mosca e Varsavia. Nella Grande enciclopedia sovietica viene definito come il più grande khananda, esperto di musica popolare azera.

## Biografia
Nacque a Seyidlar, un sobborgo di Şuşa, in una famiglia di tintori. Il suo cognome, Garyagdioglu, significa, in azero, figlio di neve caduta. Secondo una leggenda metropolitana, il padre di Jabbar, Meshadi Ismayil, era un uomo estremamente riservato e taciturno e, di conseguenza, gli veniva spesso chiesto, con frase idiomatica azera: "Perché sei così triste? La neve è caduta?" Pertanto venne soprannominato Garyagdi (da qar yağdı - "la neve è caduta"). Meshadi Ismail voleva insegnare, al piccolo Jabbar, il mestiere del tintore ma ciò non avvenne. Suo figlio, che sognava di diventare un cantante, non imparò mai il mestiere di suo padre. Nella seconda metà del XIX secolo, la maggior parte dei residenti di Şuşa erano impegnati nel commercio e nell'artigianato, ma c'erano anche molti religiosi osservanti. Lo stesso Meshadi Ismail era un forte sostenitore della religione e, assieme ai suoi figli, prese parte a diverse cerimonie religiose.
Nonostante i desideri del padre, Jabbar non intraprese la sua attività e decise di diventare un cantante. Suo fratello maggiore, un cantante popolare dilettante, ebbe un ruolo importante nella passione per la musica del giovane Jabbar. Nel 1871-1876 Garyagdioglu frequentò la scuola dove prese lezioni di canto, studiò la teoria musicale e la lingua persiana. Mentre era ancora adolescente, fu accettato nel gruppo del musicista di rilievo Sadigjan. Fino all'età di 20 anni, si esibì principalmente nel suo nativo Karabakh, ma presto divenne famoso in altre parti del Caucaso meridionale, e in seguito fece tournée in Iran e nell'Asia centrale.
Fino a 20 anni Jabbar Karjagdyoglu era conosciuto solo nella nativa Şuşa, ma presto divenne noto ben oltre la sua città natale. Fu invitato a Baku, Ganja, Şamaxı e Ağdaş. Una notte, nel villaggio di Ağdaş, si trovò per caso a partecipare ad una Majlis in un caravanserraglio. Quando Garabek Sadikhjan iniziò a suonare "Garabagh shikestyasi", Jabbar cominciò a cantare insieme a lui. I cittadini si svegliarono e giunsero al caravanserraglio per ascoltare l'esecuzione dei musicisti di Şuşa. I cosacchi del sindaco cercarono di disperdere la folla, ma le persone fecero ritorno alle loro case solo dopo la fine del canto. La gloria di Jabbar Karjagdyoglu raggiunse la Georgia, l'Asia centrale, l'Iran e la Turchia. Jabbar Karjagdyoglu fu il primo khananda che cantò il mugham in teatro e in concerto. Così, a Şuşa nel 1897, sotto la guida del famoso scrittore-drammaturgo Abdurrahimbek Akhverdiyev, venne rappresentata la scena musicale "Majnun sulla tomba di Leyli" tratta dal poema di Nizami Ganjavi, "Layla e Majnun" e interpretata da Jabbar Karyagdyoglu. L'esecuzione fece una grande impressione sul pubblico. Üzeyir Hacıbəyov, che all'epoca aveva tredici anni, guardò con grande eccitazione l'interpretazione di Jabbar Karjagdyoglu. Nel 1900 a Şuşa venne rappresentata una scena musicale basata sul poema di Ali-Shir Nava'i, "Farhad e Shirin". Nel ruolo di Farhad cantò lo stesso Jabbar Garyagdioglu.
Nel 1901, Garyagdioglu si trasferì a Baku, in piena espansione petrolifera, che a quel tempo stava rapidamente diventando un'importante città sociale e culturale della regione. Insieme a Üzeyir Hacıbəyov e altri musicisti di spicco fondò un club nel sobborgo di Baku, Balakhany, e tenne dei concerti di beneficenza per sostenere i poveri. Tra il 1906 e il 1912 visitò Kiev, Mosca e Varsavia, insieme ad altri khananda azeri, dove fu realizzata una registrazione in vinile della sua esibizione. Sulla via del ritorno da Varsavia, lui e il suo gruppo, si fermarono a Mosca dove tennero un concerto orientale di successo, replicato per due sere. Garyagdioglu cantava principalmente in azero e in persiano, tuttavia alcuni mugham venivano eseguiti in georgiano, armeno, uzbeco e in turkmeno. Per venti anni venne accompagnato, da un gruppo costituito dai sazanda, Gurban Pirimov (tar) e da Sasha Ohanezashvili (kamancheh).
Nel 1916, partecipò al film azero Neft va milyonlar saltanatinda ("Nel regno del petrolio e dei milioni"). Dopo la sovietizzazione, insegnò musica classica al Conservatorio di stato dell'Azerbaigian e fu solista della Società filarmonica statale dell'Azerbaigian. Durante la sua lunga carriera musicale, registrò circa 500 canzoni e brani popolari, che sono diventati parte della fonoteca del conservatorio.
Dall'inizio degli anni 1920, Karjagdyoglu partecipò attivamente alla vita pubblica della repubblica. Egli fu all'origine della creazione del conservatorio nazionale e svolse un ruolo importante nella formazione di nuovi quadri.
Oltre a insegnare, fu consulente della sala di ricerca della musica azera al Conservatorio. Jabbar Karjagdyoglu fu un sostenitore della trasposizione dei mugam su carta (fino ad allora venivano tramandati per tradizione orale) e in questo lavoro assistette il compositore Fikret Amirov.
Il cantante è stato a lungo il solista della Filarmonica di Stato dell'Azerbaigian intitolata a Muslim Magomayev. In oltre mezzo secolo di creatività, i khananda raccolsero più di 500 canzoni e frammenti musicali popolari. Üzeyir Hacıbəyov e Muslim Magomayev pubblicarono più di trenta delle sue canzoni. Il cantante aiutò notevolmente Reinhold Moritzevič Glière nello studio della musica popolare dell'Azerbaigian.
Nel 1934, con l'assistenza di Jabbar Karjagdyoglu, la sala di ricerca della musica azera, diretta da Bulbul, registrò circa 300 canzoni e tasnif popolari.
Disse Rustamov che oltre 50 canzoni vennero tradotte e pubblicate in un libro separato in lingua azera e russa.
Il 30 maggio 1934 Tbilisi ospitò le Olimpiadi dell'arte dei popoli della Transcaucasia. Parteciparono 1.900 artisti in rappresentanza di 17 nazionalità. Il 74enne Jabbar Karjagdyoglu ricevette il suo primo premio.
Jabbar Karjagdyoglu eseguì il mugam "Eyraty" accompagnato da Gurban Pirimov con il tar e da Gulman Salakhov con il kamancheh.
Nel 1939, Jabbar Karyagdy e Kara Karaev, registrarono tre tasnif ("Leyli", "Shirin" e "Sarandj Tesnifi"), sui versi di Nizami Ganjavi.
Jabbar Karjagdyoglu cantò fino a tarda età e agli ultimi giorni della sua vita. All'età di settantadue anni interpretò la parte più difficile del mugam "Uzzal", accompagnato al tar da Gurban Pirimov.
Morì il 20 aprile 1944 all'età di ottantatré anni.